# Antikropp
Antikroppar eller immunglobuliner är Y-formade proteiner som används av immunsystemet för att upptäcka och neutralisera främmande ämnen, till exempel virus, bakterier eller parasiter.
Antikroppens funktion är att binda sig till specifika ytmolekyler, som i detta sammanhang kallas antigener, på smittämnen och på så sätt göra det möjligt för andra vita blodceller och komplementproteiner att eliminera smittämnena från kroppen. Om en antikropps specifika antigen finns närvarande, stimuleras immunförsvaret att producera mer av den antikroppen. Antikroppar är receptorer som bildas av en viss typ av vita blodceller: B-lymfocyter, även kallade B-celler. Antikropparna sitter på B-lymfocyternas cellyta. Antikroppar förekommer också fritt i blodbanan som lösliga receptorer och de bildas av en specialiserad B-lymfocyt som kallas plasmacell.

## Struktur

Schematisk struktur av en antikropp: två tunga kedjor (blå, gul) och två lätta kedjor (grön, rosa).
Cirkeln anger bindningsplatsen för antigen. Fc = kristalliserbart fragment. Fab = antigenbindande fragment. Domäner som börjar med C står för konstanta domäner, och domäner som börjar med V står för variabla domäner. L står för lätt kedja och H står för tung kedja (av engelskans "heavy").

### Antikroppar är proteiner
En antikropp består av fyra polypeptidkedjor (kedjor av aminosyror): två identiska tunga kedjor och två identiska lätta kedjor, som binds samman av disulfidbryggor. Hela antikroppsmolekylen har en form som liknar bokstaven Y. När en antikropp binder till ett antigen i den antigenbindande regionen på Y:ets två "skänklar" (i den variabla regionen; cirkeln i bilden) sker det strukturella förändringar i antikroppens "svans" (Fc i bilden) som leder till de effekter som antikroppen har i kroppen.
Lätta kedjor består av en variabel domän (VL i bilden) och en konstant domän (CL i bilden). Tunga kedjor består av en variabel domän (VH i bilden) och, beroende på antikroppens klass, tre eller fyra konstanta domäner (i bilden tre: CH1, CH2, CH3). Varje domän är ungefär 100–110 aminosyror långa både hos lätta och tunga kedjor. Konstanta domäner ser likadana ut mellan olika cellers antikroppar. Variabla domäner ser olika ut till sin uppbyggnad, det vill säga till ordning och innehåll av aminosyror, mellan olika cellers antikroppar.
En antikropp kan strukturellt delas in i två antigenbindande fragment (Fab i bilden), bestående av en lätt kedja och den en del av den tunga kedjan vardera, och ett kristalliserbart fragment (Fc i bilden), bestående av den andra delen av de två tunga kedjorna, som bildar "svansen" eller basen i Y-formen. Mellan de två antigenbindande fragmenten (Fab) och det kristalliserbara fragmentet (Fc) finns en "hinge"-/gångjärnsregion mellan de tunga kedjorna, som ger antikroppen flexibilitet i bindning till antigen på olika avstånd samt möjlighet att bilda komplex (dimer, trimer, pentamer) för ökad bindningsförmåga.

### B-lymfocyter producerar många antikroppar med stor diversitet
Eftersom en antikropp är ett protein finns det gener som beskriver proteinet. Dessa gener är i DNA:t inte färdiga utan består av ett antal gensegment. Under den omogna B-lymfocytens utveckling i benmärgen kommer cellen att bygga ihop ett antal av dessa gensegment till en färdig gen. Denna genbyggnadsprocess har ett antal slumpmässiga inslag vilket får konsekvensen att olika B-lymfocyter kommer att bygga ihop lätt olika varianter av denna gen. Detta i sin tur får konsekvensen att ytmönstret högst upp på Y:ets två skänklar (de variabla domänerna) kommer att se olika ut för antikroppar som bildas av en B-lymfocyt jämfört med de som bildas av en annan, och medför att kroppens många antikroppar totalt kan känna igen ett mycket stort antal olika mönster.

### Varje B-lymfocyt producerar en typ av antikropp
En enskild B-lymfocyt som har färdigutvecklats delar sig och ger upphov till ett antal identiska dotterceller (identiska B-lymfocyter), vilket får till följd att i kroppen finns det ett stort antal B-lymfocytfamiljer (omkring 100 miljoner) där alla B-lymfocyter inom en familj har likadana antikroppar men olika familjer har olika antikroppar. Detta gör det möjligt för kroppen att kunna producera antikroppar mot i princip varje tänkbart smittämne med olika ytstrukturer.

### Tunga kedjan avgör antikroppens klass
Varje B-lymfocyt har möjlighet att producera antikroppar med olika varianter av den tunga kedjan. Varianter av tunga kedjor kallas för antikroppsklasser och det finns fem huvudklasser. De fem huvudklasserna är: IgA, IgD, IgE, IgG och IgM. En antikroppsmolekyl med tunga kedjor av M-typ kallas för immunglobulin M (IgM) och en antikropp med tunga kedjor av G-typ kallas för immunglobulin G (IgG) och så vidare. För vissa av de fem klasserna finns underklasser.
B-lymfocyten ändrar klass på sina antikroppar när den aktiveras utifrån vilka kemiska signaler den mottager från omgivningen.
Anledningen till att det finns olika varianter (antikroppsklasser) av Fc-regionen är att det krävs olika mekanismer för att bryta ner det en särskild typ av antikropp bundit sig till.

### Lätta kedjor
Det finns två typer av lätta kedjor: kappa (κ) och lambda (λ). Båda typer av lätta kedjor förekommer med alla fem klasser av tunga kedjor. Varje antikropp består bara av en typ av lätta kedjor, inte båda.

## Funktion
Antikroppar som binder till patogener eller antigen såsom toxiner hjälper till med att bekämpa angreppet genom bland annat följande funktioner:
- Neutralisering: antikroppar som binder till ett patogen förhindrar patogenet från att binda till kroppens andra celler och angripa dem.[7]
- Opsonisering: antikroppar som binder till ett patogen kan binda till fagocyterande celler (såsom neutrofiler och makrofager) som fagocyterar ("äter upp") patogenet.[7]
- Komplementsystemet aktiveras och leder till fagocytos via proteiner i komplementsystemet eller direkt till uppluckring av patogenet.[7]
- Antikroppsberoende cellmedierad cytotoxicitet: vissa immunceller binder till antikroppen vilket orsakar nedbrytning av patogenet.[7]

Antikropparna sitter från början fast i B-lymfocyternas cellmembran och en enskild B-lymfocyt har ungefär 30000 så kallade ytantikroppar i sitt cellmembran. En ytantikropp är fastsatt så att Y:ets pinne sitter fast i cellmembranet och Y:ets två skänklar pekar utåt. Om en B-lymfocyt får ett antal av sina ytantikroppar korsbundna av något objekt (t.ex. av en bakterie som fastnat på ytantikropparna) och samtidigt får vissa kemiska signaler från en annan typ av vit blodkropp som heter T-lymfocyt, så stimuleras B-lymfocyten att dela sig och producera dotterceller som kallas för plasmaceller. Dessa plasmaceller producerar antikroppar som de släpper ifrån sig i kroppsvätskorna.
Antikropparna medierar sin funktion i kroppen, genom att efter bindning till antigen i den antigenbindande regionen förändras strukturen i Fc-delen av antikroppen. Fc-delen binder till receptorer på andra celler i immunförsvaret och ger därigenom en signal vidare till andra celler som utför funktionerna som antikroppen bidrar till.

## Klasser

### Hos däggdjur

Vissa antikroppsklasser bildar komplex som binder till flera antigen.

| Klass                 | Subklass | Beskrivning |
| --------------------- | -------- | --- |
| Immunglobulin A (IgA) | 2        | Finns framför allt i slemhinnor i mag-tarmkanalen och luftvägarna samt i utsöndrade vätskor och motverkar kolonisering av patogener.                                                                    |
| Immunglobulin D (IgD) | 1        | Förekommer främst på cellmembranet som receptor på B-lymfocyter som inte har exponerats för antigen. |
| Immunglobulin E (IgE) | 1        | Skyddar mot parasiter såsom helminter, men binder till allergener och aktiverar mastceller och basofila granulocyter till frisättning av histamin och är därigenom involverad i allergi.                |
| Immunglobulin G (IgG) | 4        | Står för den största delen av antikroppsrelaterad immunitet mot patogener. IgG är den enda antikroppsklass som kan passera moderkakan och är därför viktig för fostrets immunförsvar.                   |
| Immunglobulin M (IgM) | 1        | Uttrycks som monomer på cellytan hos B-lymfocyter och som pentamer i löslig form i blodbanan. Spelar en roll i immunförsvarets tidiga svar mot patogener, innan tillräckligt med IgG har hunnit bildas. |

### Inte hos däggdjur
| Class | Types | Description                                                       |
| ----- | ----- | ----------------------------------------------------------------- |
| IgY   |       | Förekommer hos fåglar och reptiler; relaterad till däggdjurs IgG. |
| IgW   |       | Förekommer hos hajar och rockor; relaterad till däggdjurs IgD.    |
| IgT/Z |       | Förekommer hos teleostfiskar                                      |

## I kliniken
Irreguljära antikroppar avser inom transfusionsmedicin antikroppar som inte automatiskt finns om ett visst antigen saknas. Vid autoimmuna sjukdomar bildar kroppen antikroppar mot friska och fungerande organ eller strukturer, så kallade autoantikroppar.